# 劉健 (明朝)
劉健（1433年—1526年），字希賢，號晦菴，河南河南府洛陽縣（今河南省洛陽市）人。明朝政治人物，官至吏部尚書、華蓋殿大學士。

## 生平

### 早年
劉健出身書香門第，父劉亮，任三原教諭。健少端重，與同鄉閻禹錫、白良輔遊，得理學名家薛瑄真傳。景泰四年（1453年），劉健中式癸酉科河南鄉試，天順四年（1460年）登進士，改庶吉士，授翰林院編修。成化初年，修《英宗實錄》，進翰林院修撰。此後，劉健累官詹事府少詹事，充任東宮講官，受知於尚為太子的明孝宗。

### 弘治朝
孝宗繼位后，進禮部右侍郎兼翰林學士，入內閣參預機務。弘治四年（1491年），進禮部尚書兼文淵閣大學士，累加太子太保，改武英殿大學士。十一年春，進少傅兼太子太傅，代徐溥為首輔。劉健善斷，謝遷善持論，而李東陽性溫而多智謀。一時有“李公謀、劉公斷、謝公尤侃侃”之贊。

### 正德朝
明武宗繼位后，因聽信劉瑾等太監讒言，劉健等遂謀劃去除“八黨”，結果計謀失慮，被劉瑾等人得利，最終彈劾未成功，劉健只能辭職。后劉瑾詔列五十三人為奸黨，榜示朝堂，以健為首。之後又被削籍為民，追奪誥命。

### 晚年
劉瑾被誅后，劉健恢復官職。明世宗即位，派人慰問，并以司馬光、文彥博比之。嘉靖五年（1526年）卒，年九十四。贈太師，謚文靖。